# بيتر جونز (رجل أعمال)
بيتر جونز (بالإنجليزية: Peter Jones)‏ هو مقدم تلفزيوني وشخصية أعمال ورائد أعمال بريطاني، ولد في 18 مارس 1966 في مايدنهيد (إنجلترا) في المملكة المتحدة.

## وصلات خارجية
- الموقع الرسمي
- بيتر جونز على موقع IMDb (الإنجليزية)
- بيتر جونز على موقع قاعدة بيانات الفيلم (الإنجليزية)
- بيتر جونز على موقع كينوبويسك (الروسية)